# (22278) Protitch
(22278) Protitch  es un asteroide perteneciente al cinturón de asteroides, descubierto el 2 de septiembre de 1983 por Henri Debehogne desde el Observatorio de La Silla, en Chile.

## Designación y nombre
Protitch se designó inicialmente como 1983 RT3.
Más adelante fue nombrado en honor al astrónomo serbio Milorad Protić (1911-2001).

## Características orbitales
Protitch orbita a una distancia media del Sol de 2,5574 ua, pudiendo acercarse hasta 2,0832 ua y alejarse hasta 3,0315 ua. Tiene una excentricidad de 0,1854 y una inclinación orbital de 11,6917° grados. Emplea en completar una órbita alrededor del Sol 1493 días.

## Características físicas
Su magnitud absoluta es 13,7. Tiene 4,897 km de diámetro. Su albedo se estima en 0,352.